# Campionati mondiali di pattinaggio di velocità sprint 2011
I campionati mondiali di pattinaggio di velocità sprint 2011 si sono svolti ad Heerenveen, nei Paesi Bassi, dal 22 al 23 gennaio 2011, all'interno del Thialf.

## Medagliere
| Pos.   | Nazione       | Oro | Argento | Bronzo | Totale |
| ------ | ------------- | --- | ------- | ------ | ------ |
| 1      | Corea del Sud | 1   | 1       | 0      | 2      |
| 2      | Canada        | 1   | 0       | 0      | 1      |
| 3      | Paesi Bassi   | 0   | 1       | 1      | 2      |
| 4      | Stati Uniti   | 0   | 0       | 1      | 1      |
| Totale | Totale        | 2   | 2       | 2      | 6      |

## Podi
| Eventi             | Oro               | Prestazione | Argento           | Prestazione | Bronzo      | Prestazione |
| Maschile dettagli  | Lee Kyou-hyuk     | 139.255     | Mo Tae-bum        | 139.356     | Shani Davis | 139.600     |
| Femminile dettagli | Christine Nesbitt | 152.220     | Annette Gerritsen | 154.015     | Margot Boer | 154.025     |